# Twin Falls
Twin Falls je město ve Spojených státech amerických. Nachází se v okrese Twin Falls County, jehož je zároveň správním městem, ve státě Idaho. Ve městě žije přibližně 52 tisíc obyvatel a jeho rozloha činí 47,0 km². Je nejlidnatějším městem v oblasti zvané Magic Valley a v okruhu 160 kilometrů na všechny světové strany; je proto ekonomickým, vzdělávacím i kulturním centrem středního a jižního Idaha a severovýchodní Nevady. Čtyři kilometry od města se nacházejí Šošonské vodopády, přičemž nadmořská výška v oblasti se pohybuje kolem 1 140 m n. m. 
Město bylo založeno roku 1904. Protéká jím řeka Snake, přičemž město leží v jižním cípu kaňonu Snake River. Městem procházejí silnice U.S. Route 93 Business a Idaho State Highway 74. Do popředí médií se dostalo v roce 1974 poté, co se zde kaskadér Evel Knievel pokusil zdolat kaňon Snake River. Ve městě sídlí vysoká škola College of Southern Idaho. V roce 2010 tvořili 88 % obyvatel běloši, 7 % Hispánci, 2 % Afroameričané, 2 % Asiaté a 1 % původní Američané.

## Rodáci
- Mark Felt (1913–2008)